# 昭和33年塩害
昭和33年塩害（しょうわ33ねんえんがい）は、昭和33年（1958年）に、九十九里平野北部や霞ヶ浦周辺など、利根川下流で取水した水を利用していた地域で発生した塩害。

## 概要
昔、九十九里平野の北部には、椿の海という湖があり、寛文11年（1671年）に干拓を完了したが、椿の海の水は元々周辺の農地の灌漑に用いられており遊水池としての役割も果たしていた。そのため、干拓後その都度利水の為のさまざまな対策が取られた。しかしいずれも抜本的な対策とはなり得ず、干ばつと洪水に苦しめられることが少なくなかった。
椿の海の干拓後 200年以上の歳月を経て、昭和25年（1950年）には黒部川に導き入れた利根川の水を千葉県香取郡東庄町の笹川揚水機場で取水しこの地域に農業用水を供給する大利根用水が完成、ようやく安定した農業用水の供給がなされるようになった。しかし笹川揚水機場の向かいには、当時汽水湖だった霞ヶ浦から流れ出す常陸利根川があり、また利根川下流部では明治以降一貫して川底を掘り下げる浚渫事業が行われその副作用として利根川河口から溯上する海水の量が増大していたこともあって、大利根用水完成の5年後の昭和30年（1955年）には塩害が発生し被害面積は約3,200町歩に及んだ。
そして、昭和33年（1958年）には塩害は、栗山川から取水していた九十九里平野中央部の山武郡東部土地改良区地域や、霞ヶ浦周辺の茨城県にも及び、被害面積は約30,000町歩に及んだ。
このため塩害防止を目的のひとつとした、常陸川水門が昭和34年（1959年）2月に着工し昭和38年（1963年）5月に竣工、また利根川河口堰も昭和40年（1965年）12月に着工し昭和46年（1971年）1月に竣工した。